# 映画 スイートプリキュア♪ とりもどせ! 心がつなぐ奇跡のメロディ♪
『映画 スイートプリキュア♪ とりもどせ!心がつなぐ奇跡のメロディ♪』（えいが スイートプリキュア とりもどせ!こころがつなぐきせきのメロディ）は、2011年10月29日公開の劇場用アニメーション映画。
キャッチコピーは「映画に新しいプリキュアが登場!!」、「音楽の国で希望のシンフォニーが鳴り響く!!」。

## 概要
プリキュアシリーズ映画作品の第11作目であり、『スイートプリキュア♪』の単独映画作品。テレビアニメ放送開始前から、単独劇場版の制作決定と公開年月が公表されていた。
今までのシリーズの単独映画は、テレビ本編の番外編という位置づけだったが、本作は初めて本編との関連性を明示しており、本編における36話と37話の間の出来事を描き、中盤のクライマックスの展開を補填するサイドストーリーだとされている。このような連動を行うことになった背景として、テレビシリーズのプロデューサーで、本映画作品でも企画・プロデュースを担当した梅澤淳稔は、東北地方太平洋沖地震（東日本大震災）の発生に伴いテレビシリーズの放送スケジュールにずれが生じ、キュアミューズの正体が判明する時期と映画の上映時期が重なったことを挙げている。このため2月の時点で映画の企画が立ち上がりシナリオも組み上がっていたのを全部白紙にした上で、本編と連動させて盛り上がってしまおうと方針を転換したという。
プリキュアの単独映画は、基本的に本編では登場しない異世界を舞台にしているが、本作ではメイジャーランドを舞台としており、そこで暮らす少女の家族の物語となる。これに関連して本作オリジナルのゲストキャラクターには、本編には登場していないメイジャーランドにまつわる人物が登場する。
本作では初めて劇場作品にキュアビートとキュアミューズ、そしてフェアリートーンが登場する。特にキュアミューズについては上映直近の話である35話・36話で正体が判明するため、それを秘匿する意味で、特報や予告編、キービジュアルなどではこれまでの黒い仮面姿のミューズを登場させる一方で、真の姿のミューズについても、これまでのミューズとは別の、新しいプリキュアの登場を示唆する形でその姿を見せていた。また公式サイトのイラストでもミューズのキュアモジューレを、胸の前で手を組ませたりハミィを抱かせたりして隠したほか、キャスト部分でも役名は一切掲載されていなかった。
本作でも鑑賞者参加型のシステムは継続され、今回は「ミラクルライトーン」というミラクルライトが中学生以下の子供に配布される。それと同時に前作では廃止されたミラクルライトの使用解説が本作では復活、本作ではハミィとフェアリートーン全員の計9名で行う。さらにエンディングにはCGダンスが盛り込まれる前にダンスの説明も挿入され、「前説、本編、後説」の構成を70分でまとめている。梅澤は、本作ではミラクルライトに変わるような、主題である音楽を元にした新しい企画を考えていたが、映画館で音を出すのは問題があるとしてライトを継続したとしている。他にも子供の鑑賞者には、「ニャンバイザー」と呼ばれるサンバイザーが配布される。
スタッフは、『スイートプリキュア♪』の本編で初めてプリキュア作品に携わるようになった池田洋子を監督に起用、女性監督としては前年の『映画 ハートキャッチプリキュア! 花の都でファッションショー…ですか!?』の松本理恵に続いて2人目となる。池田曰くプリキュアという「パステルカラーの作品」に携わるのは『スイートプリキュア♪』が初めてであり、同作のテレビシリーズの参加も映画製作当時二回のみで、さらに映画の監督は本作が初めてであった。脚本はテレビシリーズの構成担当の大野敏哉が担当、テレビ本編と連動するに当たって設定に齟齬が生じるのを避けるためにそのまま起用する形となった。作画監督も本作のキャラクターデザインを務めている高橋晃が担当、本作用に響達が着用する映画のための私服を書き下ろしているほか、池田の注文で『水戸黄門』のかげろうお銀の町娘姿（鳥追い姿）をイメージしたエレンのもう一つのコスチュームも描いている。
本作の主題はテレビ本編の主題である友情だけでなく、親子愛、特に父と娘の関係を中心に描いている。池田は「親子愛があり友情があった上で皆の気持ちがひとつになる、という流れになる」としており、「子供のために親が頑張るシーンがあるので、親御さんにはその辺りも見てほしい」と語っている。その一方で本来の主題の友情についても、「響と奏の二人あってこそのプリキュアチーム。二人の心の絆にも注目して欲しい」と語っている。プリキュアという作品の描き方についても「変身してカッコよく戦う行動的なところはあるが、それ以外は普通の女の子と変わらない、ノーマルな普通な女の子の部分もきちんと描きたい。女性スタッフもいるので、女性目線も出していけば作品の幅も広がり、共感してもらえる部分がもっと増えるのでは」としている。
音楽はテレビ本編と同様に高梨康治が担当している。高梨は本作での作曲の特徴として「大きな核になるモチーフがあり、一つの旋律からいろいろなバリエーションを派生させている」としており、メインテーマとなる「心の歌」の制作に取りかかり、Remiによって歌詞が付けられた。この曲は本作の主題である親子の愛、具体的には親が子供に対して「生まれてきてくれてありがとう」という気持ちを込めて作られている。この曲のバリエーションをいくつかの重要な場面で用いており、特にラストバトルのシーンでは、監督の池田の意向で激しい曲を使わずに、この曲を優しい曲調にアレンジしたものを使っている。エンドロールでも、この曲をRemiが歌唱したものが使用されている。
上映の最後には映画情報が流れ、「新しい展開」として『映画 プリキュアオールスターズNewStage みらいのともだち』を制作し、2012年3月に公開する予定であることが発表されている。
全国168スクリーンの公開ながら、2011年10月29、30日の初日2日間で興収1億9,741万8,400円、動員18万1,020人になり映画観客動員ランキング（興行通信社調べ）で初登場第3位となった。

## ストーリー
父であるメフィストが善の心を取り戻し、アコはキュアミューズの役目も終わったとして父と共にメイジャーランドへ帰ることになった。その時、突然街にハウリング音が鳴り響き、街から音楽が消えてしまう事件が発生する。メイジャーランドに連絡を取ろうとするも、何故か反応が無い。
心配に思った響達はメイジャーランドに向かうが、いつも音楽で満ち溢れていたかつての面影は無く、音楽が消え世界は荒れ果て、人々は石のように無表情となり、音の鳴らない楽器を弾き続けたままだった。唯一動いていたアコの友達のスズは、このようになったのはアフロディテが突如変貌し、音楽を奪ってしまったからだと言う。真相を確かめるべく、アコとメフィストはアフロディテのいる城へ向かうがアコは囚われ、響達は去ってしまったスズを追いかけた先でアフロディテの配下『メイジャー3』と交戦となる。
それぞれの戦いの最中、アフロディテはノイズの部下『ハウリング』によって身体を乗っ取られていたという真相が明らかとなる。選択を迫られたメフィストの命がけの行動によって、ついにハウリングはアフロディテの身体を開放した。
ようやく姿を表したハウリングとプリキュアの戦いが始まるが、ハウリングの強大な力にプリキュア達は為すすべなく倒されてしまう。だが、倒れたメロディにクレッシェンドトーンの力を与えられ、彼女はクレッシェンドキュアメロディとなって復活する。そして仲間達は力を合わせ、ついにハウリングを撃破、メイジャーランドには平穏が戻った。
アコはこの戦いを通じて、まだ自分の使命が終わっていないことを悟る。そして断腸の思いで再び両親と別れ、すべてを終わらせるため響達と加音町へと戻っていった。

## 登場人物

### 本編からの登場人物
ここでは本作での主な役回りなどについて記載する。テレビ本編での基本的な設定は『スイートプリキュア♪』を参照。
北条 響（ほうじょう ひびき） / キュアメロディ / クレッシェンドキュアメロディ
声 - 小清水亜美
物語序盤では、アフロディテが事件を起こしたと聞いて落ちこむアコを励まし、彼女にアフロディテに会うよう託す。
そのあとはメイジャー3のネガトーンと戦闘になり、はじめはキュアリズムとくっつく攻撃をうけて苦戦するが、結果としてネガトーンを浄化する。
物語中盤ではシャープと戦闘になり、打撃や炎攻撃をうけて負傷するが、仲間たちの歌を聴いたことで立ちなおって逆転する。
物語終盤ではキュアリズムを痛めつけるハウリングに憤慨するが、ハウリングの攻撃を一方的にうけたことで気絶する。だが、クレッシェンドトーンの力で「クレッシェンドキュアメロディ」へとパワーアップして復活する。
最終的には仲間たちとともに、ハウリングを倒すことに成功した。
南野 奏（みなみの かなで） /  キュアリズム
声 - 折笠富美子
冒頭では、早朝の部屋のベランダにメフィストがいるのに気づいて仰天する。
物語中盤ではメイジャー3にはじめは惚れるが敵とわかると警戒し、メイジャー3のネガトーンと戦闘になり、結果として勝利する。
物語終盤ではナチュラルと戦闘になり、彼の「ギガサンダー」をうけて負傷するが、仲間がいることから気をとり戻して逆転する。
そのあとはハウリングの手に捕まり、腹を握り潰されて苦しみ、その間に痛めつけられるキュアメロディを見て涙を流すが、クレッシェンドキュアメロディによって救出され、最終的には仲間とともにハウリングを倒した。
黒川 エレン（くろかわ エレン） / キュアビート
声 - 豊口めぐみ
物語序盤ではメイジャーランドに出向く際には本で得た知識を参考に、時代劇の町娘のような旅装をした。
物語中盤ではメイジャー3のネガトーンと戦闘になり、腹に輪のようなものを締めつけられる。そのあとは、ハミィを助けだす。
物語終盤ではフラットと戦闘になり、はじめは腹にパンチや蹴りをうけて負傷するが、勇気をくれる歌のために立ちなおって逆転する。
最終的にはハウリングの攻撃をうけて戦闘不能になるが、結果として仲間とともにハウリングを倒した。
調辺 アコ（しらべ アコ） / キュアミューズ
声 - 大久保瑠美
冒頭では、メフィストが警察に連行されたことをうけて交番へ向かい、父が問題を起こしたことに謝罪する。
物語序盤では、自分がプリキュアとしての役目を終えたことでメイジャーランドに帰還することを決め、奏太たちに別れを告げる。
物語中盤では友だちのスズに絶交され、メフィストには自分の好きな歌を忘れたと勘違いして憤慨する。
そのあとはアフロディテに直接出会い、母が事件を起こしたことを信じないでいたが、アフロディテによって音楽を封じる空間に閉じ込こめられる。
そのあとはメフィストによって救出され、メフィストが自分の好きな歌を覚えていたことに謝罪したが、アフロディテが死を覚悟していたことに動揺する。
そのあとは再びプリキュアになり、ハウリングに立ち向かうが、強力な攻撃をうけて戦闘不能になる。
最終的には事件が解決したあともプリキュアになることを誓い、ノイズに対抗するためと仲間たちと一緒にいたい理由で人間界へと戻った。
ハミィ
声 - 三石琴乃
響のジョギングにつき合っていたが、居眠りをしていたためにフェアリートーンに無理やり交番まで連れて行かれる。
メイジャーランドではヒーリングチェストの管理を任されるが、うっかり道中に置いてきてパニック状態に陥っていた。
フェアリートーン
声 - 工藤真由
ハミィとともにメイジャーランドへ向かう。
クレッシェンドトーン
声 - 西原久美子
すべての音を生みだす力として、「ヒーリングチェスト」とともに敵側から狙われる。
本作では危機を察知して自ら語りだしたり、スズに助言を送っている。
アフロディテ
声 - 日髙のり子
音楽を愛する人物であったが、突如国中に音楽を否定するような言葉とともに音楽を奪うと宣言し、変貌を遂げる。
茨のようなものに包まれ、部下へ指示を下す以外は身動き一つしないなど、普段とは違う様子を見せている。
本作においてはハウリングの襲撃をうけ、やむを得ずハウリングを自身に封印しようとして、逆にハウリングに体を操られていた。
メフィスト
声 - 堀内賢雄
冒頭、アコの友人である奏太に挨拶するために南野家を訪問するが、誤って奏の部屋にベランダから来たため、駆けつけた警察に連行される。
そのあとは、異変の起きたメイジャーランドへと向かう。
難しい年ごろになったアコの態度もあって、「娘に信用されていない」と父親としての自分に情けなさを感じている。
本編の展開とは異なり、黒いスーツ姿に身を包んでいる以外は、ノイズに操られていたときと同じ肌色や顔立ちをしている。
南野 奏太（みなみの そうた）
声 - 小林由美子
メフィストに驚いた奏の悲鳴を聞き、バットでメフィストに殴りかかろうとする。
アコが故郷へ帰ると知って残念がるが、アコがそれほど寂しそうな素振りを見せなかったことに腹を立て、喧嘩になる。
調辺 音吉（しらべ おときち）
声 - 園部啓一
メフィストが連行されたという件を電話で知らされ、自転車で交番に駆けつける。
そのあとは、メイジャーランドの危機を察知して響たちに事件解決を託す。

### 本作のオリジナルキャラクター
スズ
声 - 南央美
メイジャーランドに暮らす少女で、アコの友人。一人称は「わたし」。
世界から音楽が消失したことで、両親が音のない楽器を弾き続けるという状態になり、悲しみにくれる。
今回の事件の犯人とされるアフロディテを憎むあまり、アコとケンカになる。その後、自分の家に案内する道中でハミィが置き忘れた「ヒーリングチェスト」を木箱とすり替えて持ち出し、クレッシェンドトーンに音楽を取り戻してくれるように頼み込む。

### 本作の敵
ハウリング
声 - 玄田哲章
本作の事件の黒幕にして、マイナーランドの黒幕であるノイズの手先である男性怪人。一人称は「オレさま」。
実体のない紫色の煙のような姿をしており、顔の模様をしている赤い線が全体に入っている。
きわめて残虐かつ狂暴な性格をしており、相手を気絶するまで痛めつけては高笑いをする凶暴さをみせている。
音を憎むノイズを迎えるにふさわしい世界をつくることが目的。また、ハウリング音をだして相手を石化させる能力をもつ。
音楽を消し去ろうと「メイジャーランド」に襲来したが、直後にアフロディテの体内に封じ込められる。だが、その影響でアフロディテをあやつることに成功し、メイジャーランドからすべての音を奪い、住人たちを半石化状態のまま音の鳴らない楽器を演奏させている。
物語中盤では、メフィストの行動でアフロディテの体から抜けだして本体をあらわし、プリキュアたちと戦闘になる。
物語終盤では、プリキュアたちの反撃で怒りが頂点に達して最終形態となる。そして、キュアビートとキュアミューズを戦闘不能の状態にして、キュアリズムを握り潰し、キュアメロディを痛めつける。
最終的には、クレッシェンド・キュアメロディとキュアリズムの「プリキュア・パッショナートハーモニー・クレッシェンド」で負傷を負い、最期はプリキュアたちによる「プリキュア・スイートセッションアンサンブル・クレッシェンド」をうけて倒された。
最終形態
メイジャーランドの城の巻きつけていた骨と融合して実態化し、巨大なコウモリのような怪物になる。
非常に強力なパワーがあり、口からは巨大な破壊光線を放つことができる。また、飛行することも可能になる。

#### メイジャー3（メイジャースリー）
ハウリングに仕えている配下の3人組で、表向きはアフロディテに仕えている。
ホストのような雰囲気をした美青年たちで、「メイジャーランド初のアイドル」を自称している。また、奏からは「ちょっとカッコいい」と評されていた。 
人間形態と戦闘形態とでは声質や口調が異なり、ふだんはキザな口調で声質も高めなのに対し、戦闘時は声質も野太く低くなり、かなり荒々しい口調に変貌する。また、ネガトーンを召喚する能力をもつ。
物語中盤では、「ヒーリングチェスト」を奪おうとプリキュアたちに襲いかかるが、肝心のヒーリングチェストの詳細を知らないため、ハミィが持っていた木箱をヒーリングチェストと勘違いして奪うという失態をみせる。
物語終盤では、プリキュアたちをたおそうと戦闘形態になり、ひとりずつプリキュアと交戦して追いつめる。しかし、強気になったプリキュアたちの「プリキュア・ミュージックロンド」と「プリキュア・ハートフルビートロック」の必殺技で撃破され、3人ともたおされた。
シャープ
声 - 遠近孝一
メイジャー3の一員である色黒の肌をした男性で、襟足が長い金髪が特徴。一人称は「ボク」。
赤紫色のジャケットを着用しており、黒いニッカーボッカー風のズボンを履き、足には茶色のブーツを履いている。また、身体には金のブレスレットとネックレスを身につけている。
メイジャー3のなかではリーダー格であり、セリフも比較的に多い。
戦闘形態
全身が赤色のサルのような姿。攻撃力と瞬発力ともに優れている。
相手を焼き尽くす高熱火炎「メガファイア」など、炎系の技を駆使して、キュアメロディと激闘をくり広げる。

フラット
声 - 真殿光昭
メイジャー3の一員である眼鏡をかけた男性で、紫色のオールバックヘアが特徴。一人称は「ボク」。
青色のジャケットを着用し、その下には胸元を開けた状態にしている白色のシャツを着用している。
知的なルックスとは裏腹に、捕えられたメフィストを「役立たずの国王殿」「ムダな足搔きだ」と罵倒するなど陰湿なもの言いをする。
戦闘形態
全身が緑色のイノシシのような姿。打撃を無力化するほど弾力のある腹部をもつ。
パワーに長けており、怪力で相手をねじ伏せるとともに、破壊光弾「テラボール」を連射して、キュアビートを苦しめる。

ナチュラル
声 - 金丸淳一
メイジャー3の一員である色白の肌をしたタレ目の男性で、細身の体格と襟足が長い銀髪が特徴。一人称は「ボク」。
紫色のV字ネックノースリーブを着用しており、赤色の短めのズボンを履き、足にはスニーカーソックスを履いている。
物腰や口調は柔軟的だが、本性は残酷かつサディスティックであり、狂暴で好戦的な性格をしている。
ときどき、英単語をまじりながら会話をすることがある。
戦闘形態
全身が青色の河童のような姿。超人的な瞬発力をもつ。
全身から放つ高圧電撃「ギガサンダー」など、雷系の技をあやつって、キュアリズムを追いつめる。

#### 怪物
ネガトーン
声 - 大林洋平
本作では、メイジャー3が森にあった楽器のようなものを利用し生み出した怪物。
金属のような輪を発射して、キュアメロディとキュアリズムの両腕を拘束する。

## クレッシェンドキュアメロディ
満身創痍のキュアメロディが、クレッシェンドトーンにその心を認められたことでパワーアップして復活した姿。クレッシェンドトーンいわく「プリキュアを超えたプリキュア」。掛け声は「爪弾くは心の調べ！」。コスチュームが大きく変わっており、全体的に色が薄くなっているほか、肩や頭頂部のリボン状のもの部分が羽のような衣装に変わっている。背中には金色の羽のようなものが追加され、腰の周辺から尾羽根のようなものも見受けられる。4人を相手に圧倒していたハウリングの強大な攻撃を拳で跳ね返してしまうほどの強大な力を持っている。
劇中ではトーンをセットするシーンは描かれておらず、変身の過程は判然としないが、玩具ではヒーリングチェストに付属するクレッシェンドトーンをキュアモジューレにセットすることで専用の変身音声が流れる。
必殺技
プリキュア・パッショナートハーモニー・クレッシェンド
キュアリズムとともに放つ合体技。通常とは異なりト音記号の左右が時間差で大きくなり、巨大化したエネルギーを相手に放つ。

## ミラクルライトーン
本作で使用される「ミラクルライト」。「音楽」をイメージした作品に因み、先端に「八分音符」型の蛍光部が付いている。劇中ではハウリングとプリキュアの大決戦の最中、スズの呼び掛けに応じ、メイジャーランド国民の手に転送され、国民がライトを振った事で、プリキュア達はパワーを回復した。
「ライトーン」は、「ライト」と「トーン」（声調）の合成語。

## スタッフ
- 製作 - 高橋浩（東映アニメーション）、香月純一（東映）、脇坂聰史（朝日放送）、垰義孝（バンダイ）、篠田芳彦（アサツー・ディ・ケィ）、許田周一（マーベラスAQL）、木下直哉（木下工務店）
- 企画 - 松下洋幸、梅澤淳稔
- 原作 - 東堂いづみ[2]
- 脚本 - 大野敏哉
- 制作担当 - 坂井和男、稲垣哲雄
- キャラクターデザイン・作画監督 - 高橋晃
- 美術設定 - 増田竜太郎
- 美術監督 - 渡辺佳人
- 音楽 - 高梨康治
- 編集 - 麻生芳弘
- 録音 - 川崎公敬
- 音響効果 - 石野貴久（サウンドリング）
- 選曲 - 水野さやか（スワラプロ）
- 記録 - 沢井尚子
- 録音スタジオ - タバック
- 現像 - 東映ラボ・テック
- 監督 - 池田洋子
- アニメーション制作 - 東映アニメーション
- 製作 - 映画 スイートプリキュア♪ 製作委員会（東映アニメーション、東映、バンダイ、アサツー ディ・ケイ、朝日放送、マーベラスAQL、木下工務店）
- 配給 - 東映

## 主題歌
本作はオープニング・エンディング共に後期主題歌がそのまま使用された。
オープニングテーマ
「ラ♪ラ♪ラ♪スイートプリキュア♪〜∞UNLIMITED∞ ver.〜」
作詞 - 六ツ見純代、作曲 - marhy、編曲 - 久保田光太郎、歌 - 工藤真由

エンディングテーマ
「♯キボウレインボウ♯」
作詞 - 六ツ見純代、作曲 - 山崎燿、編曲 - Mine Chang、歌 - 池田彩
「心の歌」の後に流れるため、テロップは一切無く、ダンス用のエンディングである。映像は第38話以降のエンディングアニメーションの先行公開である。

劇中歌
「心の歌」
作詞 - Remi、作曲・編曲 - 高梨康治、歌 - Remi
上記の通り、劇中歌だけでなくエンディングとしても使用され、スタッフロールはこの曲で流される。

## 関連商品
- 音楽CD『映画 スイートプリキュア♪ とりもどせ! 心がつなぐ奇跡のメロディ♪ オリジナル・サウンドトラック』（マーベラスAQL/ソニー・ミュージックディストリビューション、2011年10月26日発売、MJSA-01031）
- DVD/BD『映画 スイートプリキュア♪ とりもどせ! 心がつなぐ奇跡のメロディ♪』（マーベラスAQL/TCエンタテインメント、2012年3月21日発売）
  - DVD特装版（TCED-1391）/DVD通常版（TCED-1392）/Blu-ray特装版（TCBD-0059）
  - 特装版は、映像特典として舞台挨拶、テレビスポット、予告集、ピクチャーコレクションを収録、特製ミニジグソーパズルとリーフレットを同梱、カラーケース・ピクチャーレーベル仕様。
- アニメコミック『映画スイートプリキュア♪ とりもどせ！心がつなぐ奇跡のメロディ♪ アニメコミック』（ポストメディア編集部・編、一迅社、2011年12月27日発行、ISBN 978-4-7580-1254-6）
  - 本編のフィルムを漫画化したフィルムコミック。OP・EDは元より、冒頭の「ミラクルライト」の使用解説や、ラストのダンスシーン&解説も収録されていない。

## ネット配信
- プリキュア公式YouTubeチャンネルでは、2020年4月10日18時から同年4月17日17時59分まで、本作と前作『映画 プリキュアオールスターズDX3 未来にとどけ! 世界をつなぐ☆虹色の花』、次作『映画 プリキュアオールスターズNewStage みらいのともだち』の計3本が期間限定無料配信された。

## 備考・その他
- 今回の作品では様々な企業・団体とタイアップを行っている。
  - 夏休み時期恒例となっている西武鉄道のスマイルスタンプラリーが7月23日から9月25日に行われた[9]。また上映時期にあたる10月8日から11月13日には横浜市営地下鉄でもスタンプラリーが行われている[10]。
  - 環境省地球環境局地球温暖化対策課国民生活対策室によるチャレンジ25キャンペーンとタイアップし、キャンペーン啓発のタイアップポスターの無料配布を行った[11]。
  - チキータがタイアップによるプレゼントキャンペーンを行い、対象商品のバーコード集めて送ることで映画鑑賞券や玩具、現金、レターセットのプレゼントを行った[12]。
  - シダックスは子供連れのケータイ会員向けに塗り絵と鑑賞割引券を配布し、塗り終わった塗り絵を特設サイトにアップロードして応募することで抽選で特製パンフレットがプレゼントするキャンペーンを行っている[13]。
  - gooはトップページを『スイートプリキュア♪』仕様のデザインに変更できるほか、デザインを変えて音符を見つけて応募することでキュアミューズverのキュアモジューレかキュアミューズのキュアドールが抽選でプレゼントされるキャンペーンを行っている[14]。
  - ナムコは「ナムコ プリキュア大好き!フェスティバルff（フォルティシモ）」として、直営店でプレゼントがもらえたりオリジナルのプライズ景品をおくキャンペーンを行っている[15]。
  - ジャルパックは、前年の『ハートキャッチプリキュア!』同様に旅行ツアーを企画、「プリキュアづけ グアム4・5日間」という、ホテル・ニッコー・グアムに宿泊し、プリキュアシリーズの映画作品が見放題やプリキュアのなりきりコスチュームで着られるなどの旅行ツアーを開催している[2][16]。